# أليسيا لي ويليس
أليسيا لي ويليس (بالإنجليزية: Alicia Leigh Willis)‏ مواليد 1 مارس 1978 في أتلانتا، جورجيا، الولايات المتحدة، هي ممثلة أمريكية بدأت مسيرتها الفنية عام 1996.

## وصلات خارجية
- أليسيا لي ويليس على موقع IMDb (الإنجليزية)
- أليسيا لي ويليس على موقع ألو سيني (الفرنسية)
- أليسيا لي ويليس على موقع أول موفي (الإنجليزية)
- أليسيا لي ويليس على موقع قاعدة بيانات الفيلم (الإنجليزية)
- أليسيا لي ويليس على موقع كينوبويسك (الروسية)